# Marco Pupio Pisone Frugi Calpurniano
Marco Pupio Pisone Frugi Calpurniano (latino: Marcus Pupius Piso Frugi Calpurnianus; ca 115 a.C. / 114 a.C.) è stato un politico romano, console della Repubblica.

## Biografia
Originario della gens Calpurnia, fu poi adottato da Marco Pupio della Gens Pupia in età adulta. Mantenne comunque il cognome della sua famiglia, Pisone.

### Istruzione e formazione
Apprese le tecniche dell'oratoria da Lucio Licinio Crasso. Egli era profondamente permeato di cultura greca poiché fu allievo di Stasea di Napoli, il primo filosofo peripatetico noto, attivo a Roma. Divenne uno tra i maggiori oratori: sagace, pungente e colorito limitato tuttavia da una salute precaria e da un carattere poco affabile. Il giovane Cicerone presa da lui qualche lezione ma fu costretto a cambiare le sue opinioni in età adulta.

### Carriera politica
Assunse una certa importanza all'inizio della Prima guerra civile: nell'84 a.C., alla morte di Lucio Cornelio Cinna, ne sposò la vedova Annia, e nell'anno successivo fu nominato questore dal console Lucio Cornelio Scipione. Ma abbandonò presto le file di quel partito per passare a quello di Lucio Cornelio Silla, il quale lo costrinse a ripudiare la moglie a causa del precedente legame con Cinna. Non riuscì a ottenere la carica di edile; divenne pretore intorno al 72 a.C.. In seguito a tale nomina ricevette il titolo di proconsole della provincia della Hispania e, al suo ritorno a Roma nel 69 a.C., gli venne attribuito l'onore del trionfo, pur in assenza di specifici meriti.
Dal 67 a.C. al 62 a.C. fu legato di Pompeo e prese parte alla terza guerra contro re Mitridate del Ponto come legato di Gneo Pompeo Magno, che lo spedì a Roma nel 62 a.C., candidandolo alla carica di console, ansioso di ottenere dal Senato l'approvazione delle sue azioni in Asia e nella speranza di avere degli amici nelle massime istituzioni. Venne infatti eletto console nel 61 a.C., insieme a Marco Valerio Messalla Corvino. Durante il suo consolato promulgò la lex Pupia, che stabiliva l'impossibilità del Senato di riunirsi nei giorni comiziali, ed è soprattutto ricordato per aver recato una grave offesa in Senato a Marco Tullio Cicerone, non chiedendogli la sua opinione e proteggendo poi Publio Clodio, che aveva violato i misteri della Bona Dea, non facendo votare la Lex Pupia Valeria de incestu Clodii proposta su invito del Senato nello stesso anno. In seguito Cicerone si vendicò impedendogli di ottenere la provincia della Siria che gli era stata promessa. Questo evento segnò la fine della sua carriera politica. Nonostante le riserve sul suo consolato Cicerone prende Pupio come rappresentante dell'insegnamento peripatetico di Antioco di Ascalona nel V libro del suo dialogo De finibus bonorum et malorum.
Pisone probabilmente morì prima della fine della seconda guerra civile, dato che è documentato che nel 47 a.C. la sua casa di Roma era l'abitazione di Marco Antonio.